# Sovhozne (Sovhozne), Krasnoperekopsk
Sovhozne (în ucraineană Совхозне) este localitatea de reședință a comunei Sovhozne din raionul Krasnoperekopsk, Republica Autonomă Crimeea, Ucraina.

## Demografie
Componența lingvistică a localității Sovhozne
     Rusă (78,16%)
     Ucraineană (19,92%)
     Tătară crimeeană (1,6%)
Conform recensământului din 2001, majoritatea populației localității Sovhozne era vorbitoare de rusă (78,16%), existând în minoritate și vorbitori de ucraineană (19,92%) și tătară crimeeană (1,6%).